# Nikolaj Vladimirovič Adlerberg
Nikolaj Vladimirovič Adlerberg, in russo Николай Владимирович Адлерберг? (San Pietroburgo, 19 maggio 1819 – Monaco di Baviera, 25 dicembre 1892), è stato un militare e politico russo.

## Biografia

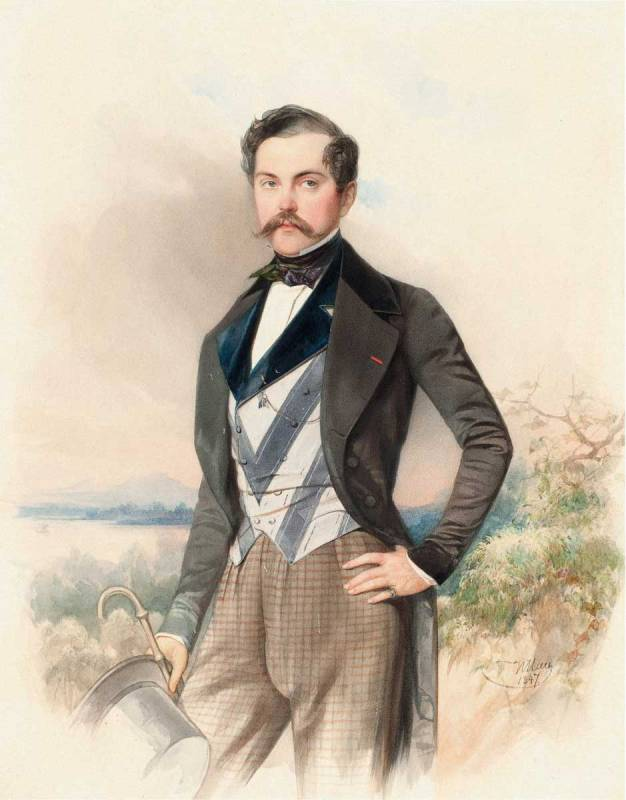
Il conte Adlerberg in un ritratto giovanile

Nikolaj Adlerberg nacque in seno ad una famiglia nobile svedese il 19 maggio 1819 a San Pietroburgo. Suo padre, Vladimir Fëdorovič Adlerberg era intimo amico dello zar Nicola I di Russia; tra il 1852 ed il 1870 fu presidente del dipartimento delle poste imperiali russe, introducendo per primo l'uso dei francobolli in Russia.
Nikolaj Adlerberg divenne nel 1837 paggio imperiale e nel 1838 venne nominato aiutante di campo dello zar; prese parte alla guerra mossa dalla Russia nel Caucaso (1841–1842) e partecipò alla soppressione dei moti rivoluzionari in Ungheria nel 1849. Dopo quest'ultima campagna venne promosso al rango di colonnello e ricevette la spada d'oro in segno di distinzione.
Adlerberg diede le proprie dimissioni dal servizio attivo nel 1852 e divenne funzionario del ministero russo dell'interno, ricevendo il titolo di ciambellano. Il 10 giugno 1853 Adlerberg venne nominato Governatore di Taganrog, ma lasciò l'incarico nelle mani del generale Egor Petrovič Tolstoj nella primavera del 1854 poco prima dello svolgersi delle azioni che interessarono l'area nell'ambito della guerra di Crimea.
Nel 1855, venne promosso al rango di maggiore generale e sposò la contessa Amalie von Lachfeld (1808–1888) (già vedova del barone von Krüdener). nel 1861 ottenne il rango di tenente generale e infine nel 1870 venne promosso generale di fanteria. Dal 1866 al 1881, inoltre, fu governatore generale della Finlandia. Appassionato di teatro, fondò il teatro russo di Helsingfors nel 1868, che prese il nome di Teatro di Alessandro nel 1879 in onore allo zar Alessandro II di Russia.
Il 22 maggio 1881 il conte ottenne di essere ammesso al consiglio di stato russo, ma ottenne il pensionamento dal proprio incarico dopo l'assassinio del suo protettore, Alessandro II di Russia. Nikolaj e Amalie si trasferirono quindi in Germania, insediandosi nella tenuta di Maximilian Lerchenfeld a Tegernsee press Monaco di Baviera.
Morì il 25 dicembre 1892 a Monaco di Baviera.